# Финал Лиги Европы УЕФА 2027
Финал Лиги Европы УЕФА 2027 года пройдёт 26 мая 2027 года на стадионе «Вальдштадион» в Франкфурте. Этот футбольный матч станет завершением 56-го сезона Лиги Европы УЕФА и 18-го сезона турнира под его текущим названием. Победитель сыграет с победителем другого клубного турнира, Лиги чемпионов УЕФА, в матче за Суперкубок УЕФА, а также квалифицируется в общую стадию Лиги чемпионов УЕФА следующего сезона.

## Выбор места проведения
17 мая 2023 года УЕФА объявил тендерный процесс для выбора места проведения финалов Лиги Европы УЕФА в 2026 и 2027 годах. Ассоциации, заинтересованные в проведении одного из финалов, должны были подать заявки с 17 мая по 17 июля 2023 года. Требованием для стадионов-кандидатов на проведение финала было наличие натурального покрытия, 4-й категории УЕФА и желательной вместимости от 40 до 60 тыс. человек. График приёма заявок на проведение финала:
- 17 мая 2023: Начало приёма заявок
- 17 июля 2023: Конец приёма заявок
- 26 июля 2023: Требования к стадионам стали известны подававшим заявки ассоциациям
- 15 ноября 2023: Начало подачи тендерных досье
- 21 февраля 2024: Конец подачи тендерных досье
- 22 мая 2024: Объявление места проведения финала

Стадион «Вальдштадион» был выбран в качестве места проведения финального матча во время встречи исполнительного комитета УЕФА 22 мая 2024 года в Дублин, Ирландия.

## Матч

### Отчёт о матче
| TBD | –:– | TBD |
| --- | --- | --- |
|     |     |     |